# Fußballclub Wacker Innsbruck
Il Fußballclub Wacker Innsbruck è una società calcistica di Innsbruck, in Austria. Milita nella Landesliga, quarta serie del campionato austriaco di calcio.

## Storia
Il Wacker Innsbruck fu costituito nel 1915 da Jakob Hanspeter, Benedikt Hosp, Josef Leitner, Josef Albrecht e altri appassionati di calcio, adottando i colori verde e nero. Dopo alcuni anni nei quali giocò solo amichevoli contro altre squadre di Innsbruck, il club fu abbandonato fino al 1918 a causa della prima guerra mondiale.
Nel 1964 partecipò per la prima volta al campionato di Nationalliga, l'odierna Bundesliga, vincendo il suo primo titolo nella stagione 1970-1971, primo di tre campionati nazionali consecutivi.
Il 20 luglio di quell'anno il Wacker Innsbruck e il Swarovski Wattens, altra formazione di massima serie, si fusero per formare lo SpG Swarovski Wattens-Innsbruck (SSW Innsbruck) allo scopo di concentrare le forze calcistiche del Tirolo. L'unione contemplò soltanto il calcio professionistico: le compagini giovanili di ambedue le società continuarono ad esistere come subordinate ai rispettivi club. Il SSW Innsbruck vinse quattro campionati austriaci e raggiunse i quarti di finale della Coppa dei Campioni 1977-1978.
Nel 1981 lo SSW Innsbruck retrocesse per la prima volta nella sua storia e, nel 1986, una volta che lo Swarovski Tirol acquisì il titolo sportivo del club, il Wacker Innsbruck fu costretto a ripartire dall'ottava divisione (2. Klasse Mitte), ma riuscì subito a portarsi in quarta divisione nel 1993. L'anno successivo riacquistò la licenza professionistica dopo la chiusura dello Swarovski Tirol, militando per l'ultima volta in Bundesliga nella stagione 1992-1993, vincendo sorprendentemente la ÖFB-Cup prima di cedere nuovamente la licenza, stavolta all'Innsbruck/Tirol, ripartendo dalle categorie minori in seno alla Tiroler Fussballverband.
Il 20 maggio 1999 il club, che militava di nuovo in settima serie, fu chiuso definitivamente.

### Rifondazione e ritorno in Bundesliga
Il club fu rifondato nel giugno 2002 come Fußballclub Wacker Tirol in seguito alla definitiva bancarotta del Fußballclub Tirol Innsbruck. Successivamente si unì al Wattens formando lo SpG Wattens/Wacker Tirol per la sola stagione 2003-2004. Solo nel 2007 ha cambiato nome in quello attuale. È considerato il successore naturale del Tirol Innsbruck che fallì nel 2002.
Nel giro di due sole stagioni il club passò dalla Regionalliga alla Bundesliga con due promozioni consecutive. Al suo campionato d'esordio nella massima divisione ottenne un 6º posto ma, già nella stagione successiva, si salvò con difficoltà (9º posto). Nel 2006-2007, la salvezza arrivò solo per la retrocessione a tavolino del Grazer AK in Regionalliga.
Nel torneo 2007-2008 il club ha concluso il campionato al 10º posto, retrocedendo in Erste Liga.

### Promozione e ultime stagioni
Il Wiener Neustadt ha vinto il torneo cadetto 2008-2009, con 7 punti di vantaggio sui tirolesi, secondi nella loro prima stagione in Erste Liga. Nella successiva stagione il Wacker ha ottenuto il ritorno in massima divisione, precedendo al termine di un'accesa lotta l'Admira Wacker Mödling.
Dopo il ritorno in Bundesliga i nero-verdi hanno ottenuto un 6° (2010-2011) ed un 7° (2011-2012) posto.
Il 10 ottobre 2012 la società esonera l'allenatore Walter Kogler, dopo quattro anni alla guida della prima squadra, a causa dei pessimi risultati ottenuti nelle prime giornate di campionato. Il suo posto viene preso ad interim da Werner Löberbauer, tecnico della squadra Amateure. Il 16 ottobre viene ufficializzato l'ingaggio di Roland Kirchler, che ha firmato un contratto fino all'estate 2013.
Il Wacker Innsbruck possiede una sezione femminile, che milita in ÖFB-Frauenliga, il massimo campionato nazionale femminile. Nelle stagioni 2008-2009 e 2009-2010 è arrivata al secondo posto in campionato.
L’epidemia di COVID portò nuove gravi difficoltà, e nel 2022 il club perse la licenza professionale finendo tra i dilettanti tirolesi.

## Strutture

### Stadio
Il Wacker Innsbruck gioca le partite casalinghe nel Tivoli-Neu Stadion. Costruito tra il 1999 ed il 2000, lo stadio fu utilizzato precedentemente dal Tirol Innsbruck, prima che la scomparsa della società per fallimento, nell'estate 2002, lasciasse inutilizzato l'impianto.
Poco dopo venne fondato il Wacker Tirol, che disputò in questo stadio la sua prima stagione agonistica, nel 2002-2003 in Regionalliga e tutte le stagioni successive.
Nel 2008 è stato utilizzato come una delle quattro sedi austriache del Campionato europeo.
Lo stadio ha una capienza di 16.008 spettatori, ridotti a 15.200 per le partite internazionali, in ottemperanza ai regolamenti dell'UEFA e della FIFA. Durante Euro 2008 la sua capacità fu temporaneamente espansa per ospitare fino a 30.000 tifosi.

## Allenatori e presidenti
- 2002-2003  Michael Streiter
- 2003-2004  Helmut Kraft
- 2004-2006  Stanislav Čerčesov
- 2007-2007  František Straka
- 2007  Klaus Vogler
- 2007  Lars Søndergaard
- 2007-2008  Helmut Kraft
- 2008-2012  Walter Kogler
- 2012-2013  Roland Kirchler
- 2013-2014  Michael Streiter
- 2014-2016  Klaus Schmidt
- 2016  Maurizio Jacobacci
- 2016-2019  Karl Daxbacher
- 2019-2020  Thomas Grumser
- 2020-07/10/2021  Daniel Bierofka
- 08/10/2021–27/01/2022: Masaki Morass[6]
- 28/01/2022–30/06/2022: Michael Oenning
- 11/07/2022–10/04/2023: Akif Güclü
- 14/04/2023: Sebastian Siller, Fabian Lantschner[7]

## Palmarès

### Competizioni nazionali
- Campionato austriaco: 10

1970-1971, 1971-1972, 1972-1973, 1974-1975, 1976-1977, 1988-1989, 1989-1990, 1999-2000, 2000-2001, 2001-2002
- Coppa d'Austria: 7

1969-1970, 1972-1973, 1974-1975, 1977-1978, 1978-1979, 1988-1989, 1992-1993

### Competizioni regionali
- Campionato del Tirolo: 4

1940-1941, 1959-1960, 1960-1961, 1961-1962, 1963-1964
- 1. Klasse Innsbruck: 1

1952-1953
- B-Klasse Innsbruck-Stadt: 1

1948-1949
- B-Klasse Oberinntal: 1

1946-1947
- Coppa del Tirolo: 1

1929-1930

### Competizioni internazionali
- Coppa Mitropa: 2 (record austriaco condiviso con Austria Vienna e Rapid Vienna)

1974-1975, 1975-1976
- Coppa Intertoto: 4

1975, 1989, 1990, 1991

### Altri piazzamenti
- Campionato austriaco:

Secondo posto: 1966-1967, 1967-1968, 1973-1974, 1975-1976
Terzo posto: 1977-1978, 1982-1983
- Coppa d'Austria:

Finalista: 1975-1976, 1981-1982, 1982-1983
Semifinalista: 1973-1974, 1980-1981, 1983-1984
- Supercoppa d'Austria:

Finalista: 1993

### Competizioni minori
- Campionato di 2. Division: 1

1980-1981
- Campione della Regionalliga West: 1

1963-1964
- Campionato di Regionalliga: 1

2003-2004
- Campionato di Erste Liga: 3

2004-2005, 2009-2010, 2017-2018

### Altri piazzamenti
- Coppa d'Austria:

Semifinalista: 2019-2020
- Erste Liga:

Secondo posto: 2008-2009

## Tifoseria
Tra le amicizie della tifoseria del Wacker Innsbruck è presente quella con il Vicenza nata quando i tifosi austriaci chiesero il permesso ai tifosi berici di poter adottare il celebre simbolo del boia dei Vigilantes Vicenza.

## Organico

### Rosa 2020-2021
| N. |                    | Ruolo | Calciatore         |
| -- | ------------------ | ----- | ------------------ |
| 1  | Austria (bandiera) | P     | Lukas Wedl         |
| 2  | Austria (bandiera) | D     | Felix Köchl        |
| 3  | Austria (bandiera) | D     | Markus Wostry      |
| 4  | Turchia (bandiera) | D     | Sefik Abali        |
| 5  | Austria (bandiera) | D     | Darijo Grujcic     |
| 6  | Austria (bandiera) | C     | Robert Martic      |
| 7  | Austria (bandiera) | C     | Florian Jamnig     |
| 8  | Guinea (bandiera)  | C     | Karim Conte        |
| 9  | Austria (bandiera) | A     | Elvin Ibrisimovic  |
| 10 | Austria (bandiera) | A     | Alexander Gründler |
| 11 | Austria (bandiera) | A     | Markus Wallner     |
| 13 | Austria (bandiera) | P     | Alexander Eckmayr  |
| 14 | Austria (bandiera) | D     | Lukas Hupfauf      |
| 16 | Austria (bandiera) | D     | Alexander Joppich  |

| N. |                     | Ruolo | Calciatore        |
| -- | ------------------- | ----- | ----------------- |
| 17 | Austria (bandiera)  | C     | Raphael Gallé     |
| 18 | Austria (bandiera)  | D     | Stefan Meusburger |
| 19 | Austria (bandiera)  | D     | Thomas Kofler     |
| 20 | Germania (bandiera) | C     | Fabio Viteritti   |
| 21 | Austria (bandiera)  | C     | Denizcan Cosgun   |
| 23 | Austria (bandiera)  | C     | Rami Tekir        |
| 24 | Giappone (bandiera) | A     | Atsushi Zaizen    |
| 26 | Germania (bandiera) | D     | Merchas Doski     |
| 30 | Nigeria (bandiera)  | A     | Sunday Faleye     |
| 33 | Austria (bandiera)  | A     | Pierre Nagler     |
| 77 | Brasile (bandiera)  | A     | João Luiz         |
| 80 | Austria (bandiera)  | P     | Marco Knaller     |
| 99 | Brasile (bandiera)  | A     | Ronivaldo         |

### Staff tecnico
- Allenatore: Daniel Bierofka
- Vice-allenatore: Philipp Heinzer
- Preparatore atletico: Johannes Grünbichler
- Allenatore portieri: Szabolcs Sáfár

### Rose delle stagioni precedenti
- 2012-2013
- 2014-2015

## Statistiche

### Statistiche nelle competizioni UEFA
Tabella aggiornata alla fine della stagione 2017-2018.
| Competizione                  | Partecipazioni | G  | V  | N | P  | RF | RS |
| ----------------------------- | -------------- | -- | -- | - | -- | -- | -- |
| UEFA Champions League         | 5              | 14 | 3  | 1 | 10 | 13 | 28 |
| Coppa delle Coppe             | 6              | 18 | 8  | 3 | 7  | 24 | 31 |
| Coppa UEFA/UEFA Europa League | 9              | 28 | 10 | 5 | 13 | 35 | 45 |
| Coppa delle Fiere             | 1              | 2  | 0  | 1 | 1  | 2  | 5  |